# Накш-і-Рустам

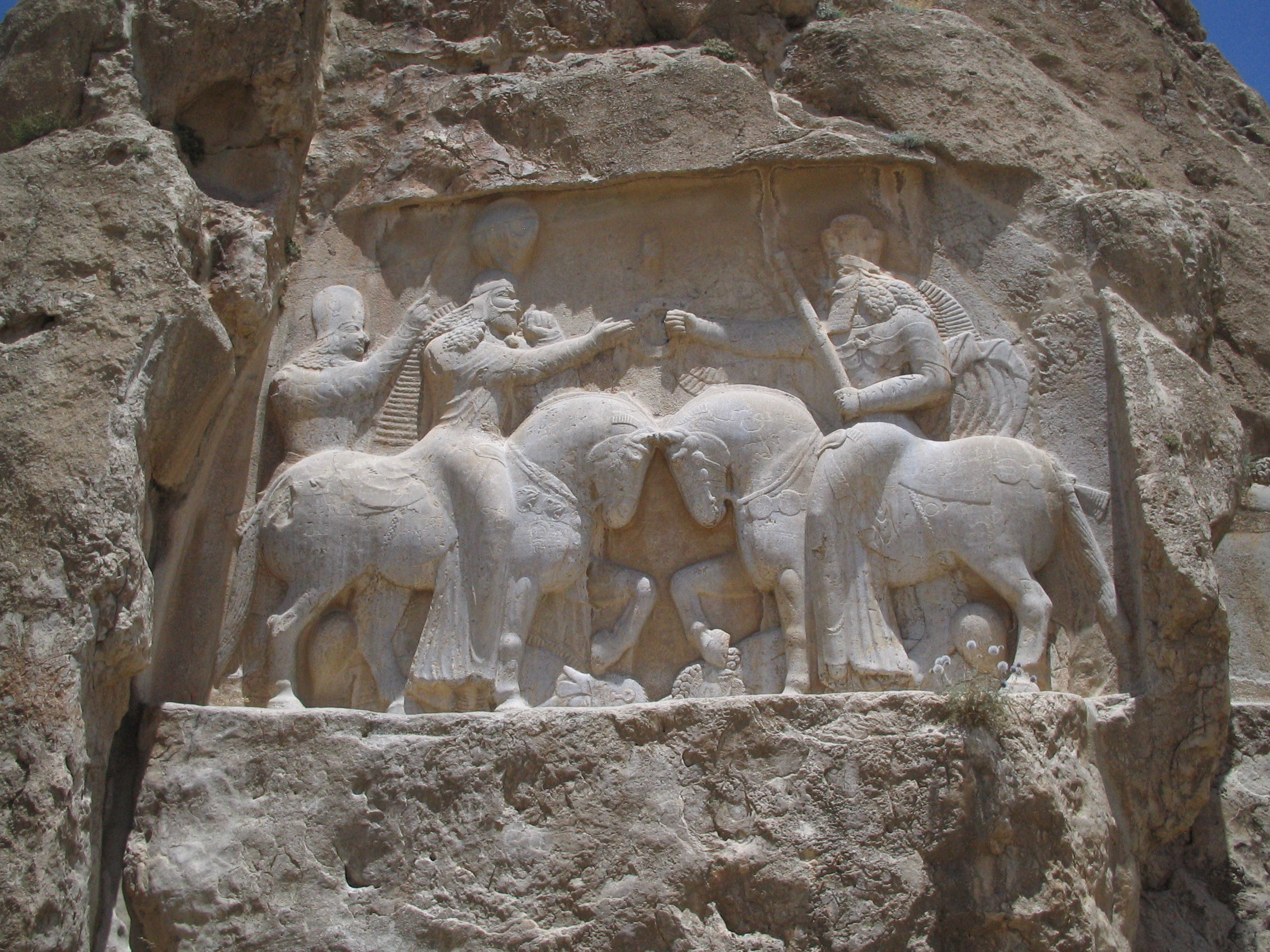
Рельєф Ардашира

На́кш-е Роста́м (перс. نقش رستم, Naqš-e Rostam — малюнки Ростама) — археологічна зона, розташована за 6 км на північ від Парси в Ірані. Адміністративно входить до шахрестану Марвдашт провінції Фарс, неподалік від міста Марвдашт. Близько трьох кілометрів відділяють Накш-е Ростам від Накш-е Раджаба.
Місцевість знаменита скальними рельєфами та гробницями царів. Найдавніші рельєфи датуються 1000 роком до н. е.

## Гробниці царів династії Ахеменідів
Династії Ахеменідів належать чотири гробниці зі скальними рельєфами. Вони розташовані у скелях на значній висоті над землею.
Одна з гробниць належить царю Дарію, що встановлено за написами (522–486 до н. е.). Щодо решти гробниць, припускається, що у них поховані царі Ксеркс I (486–465 до н. е.), Артаксеркс I (465–424 до н. е.), та Дарій II (423–404 до н. е.). П'ята, незавершена гробниця, за припущеннями, призначалась для царя Артаксеркса III, але вірогідніше — для царя Дарія III (336–330 до н. е.).
Гробниці були занедбані після підкорення Персії Александром Македонським.

## Стародавні скальні рельєфи
Найстаріший рельєф було пошкоджено. Він зображує людину еламського походження.
За ісламської доби, коли попередні перські царі були забуті, народні чутки приписали сюжети барельєфів і самі гробниці легендарному герою Рустаму, звідки й пішла сучасна назва некрополю — Накш-і-Рустам — «Рисунки (скульптури) Рустама».

## Сасанідські рельєфи
Сім скальних рельєфів присвячені царям сасанідського періоду:
- Ардашир I (226–242)
- Шапур I (241–272), який святкує перемогу над римськими імператорами Валеріаном та Філіппом Арабом.
- Бахрам II (276–293) — великий і два малих рельєфи
- Нарсе (293–303)
- Ормізд II (303–309)

## Куб Заратуштри
На території некрополю розміщується квадратна будівля висотою дванадцять метрів (більша частина з яких розташована нижче за сучасний рівень землі) з єдиним внутрішнім приміщенням. Народна назва тієї споруди — «Куб Заратуштри» (Кааб-е Зартошт). З наукових версій найпоширенішою є версія, що будівля слугувала зороастрійським святилищем вогню. За іншою версією під спорудою може розташовуватись могила Кира Великого. Однак жодна версія не підтверджена документально.
На «Кубі Заратуштри» є клинописні написи, зроблені від особи Картіра (одного з перших зороастрійських священиків), портрет якого можна бачити неподалік в археологічній зоні Накш-і-Раджаб.

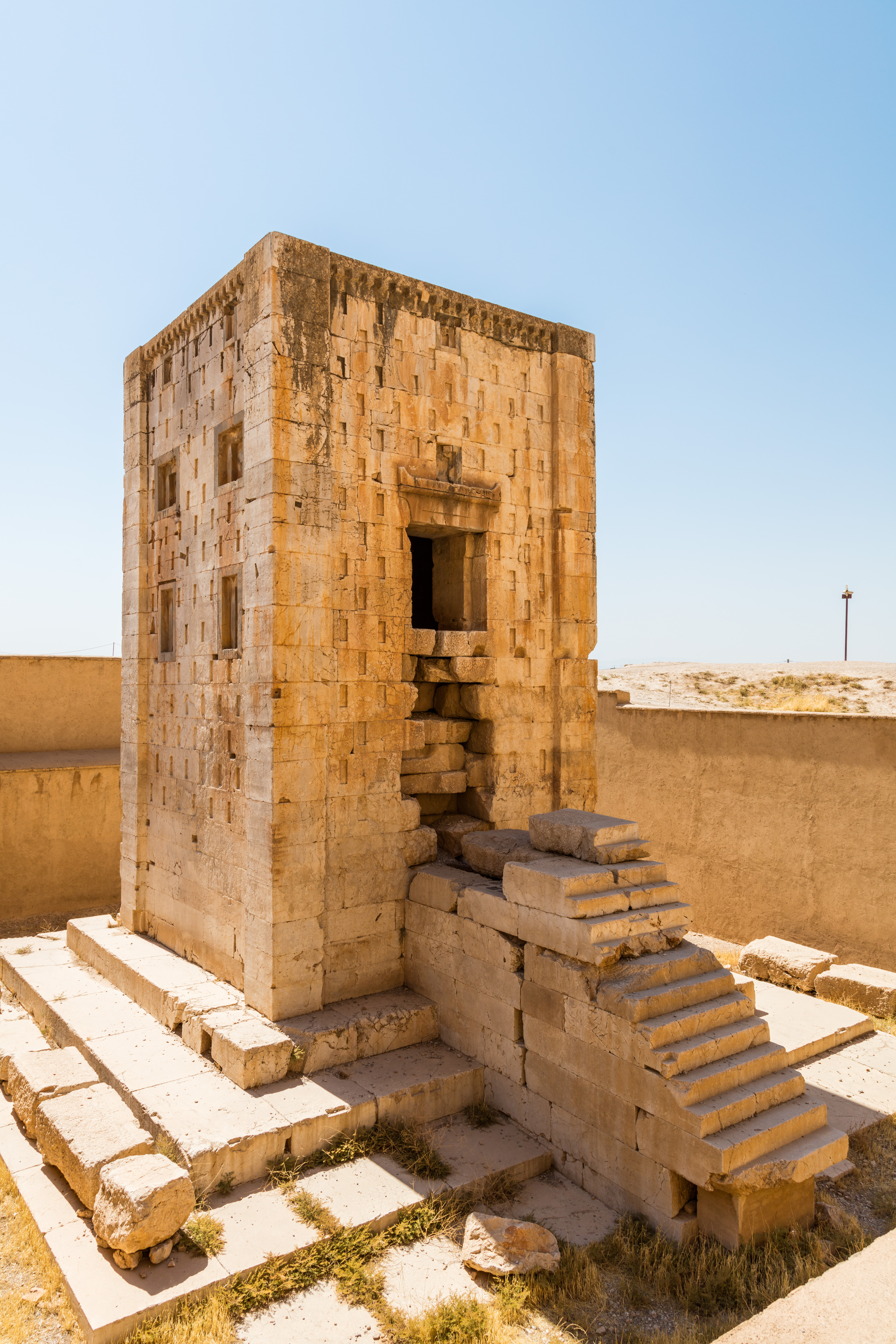
Кааба Зороастра, кубічна конструкція на передньому плані, на тлі Накш-і-Рустам
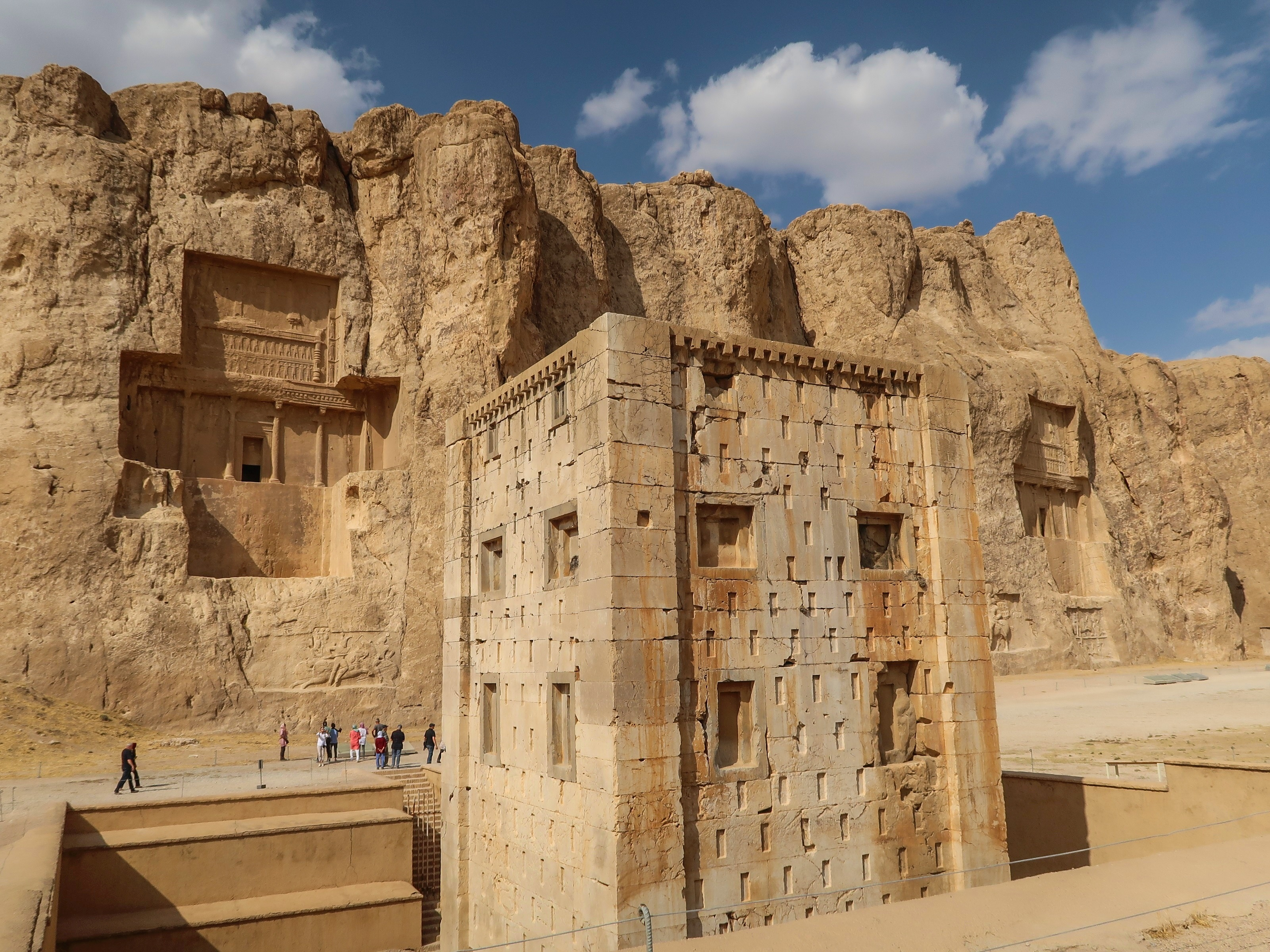
Куб Заратуштри

## Галерея

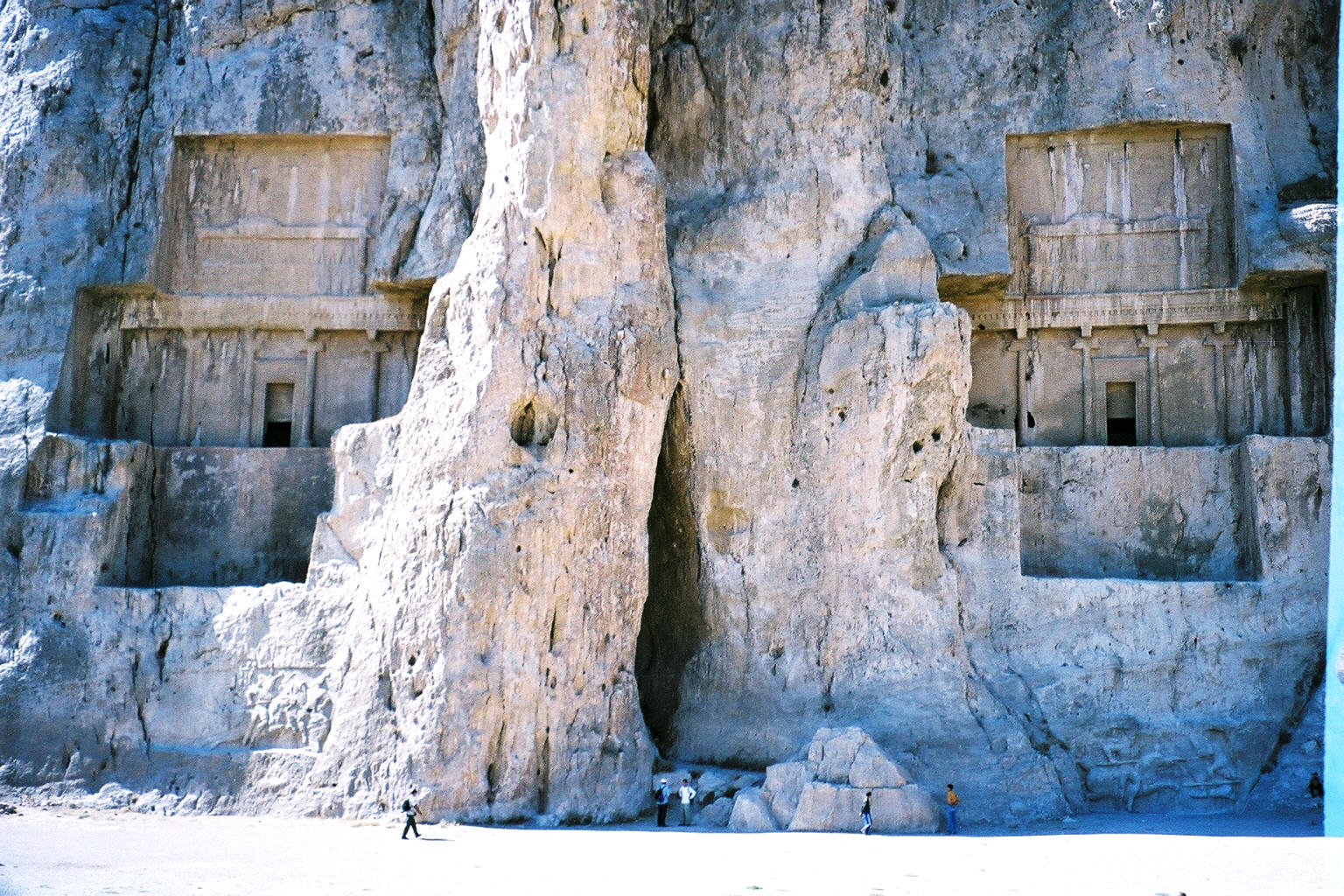
Третя й четверта гробниці Ахеменідів
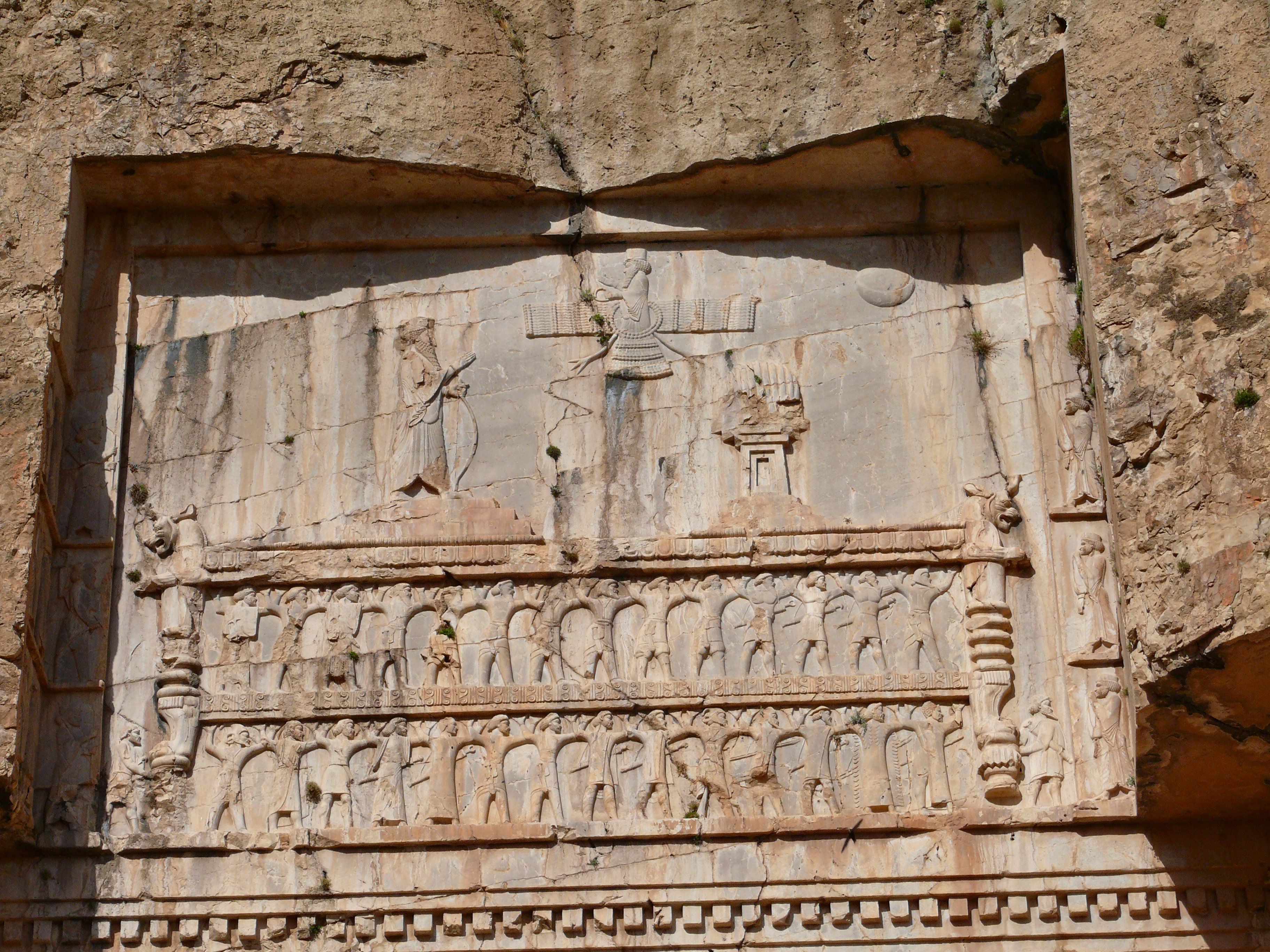
Горішня частина гробниці ахеменідського шаха Ксеркса I
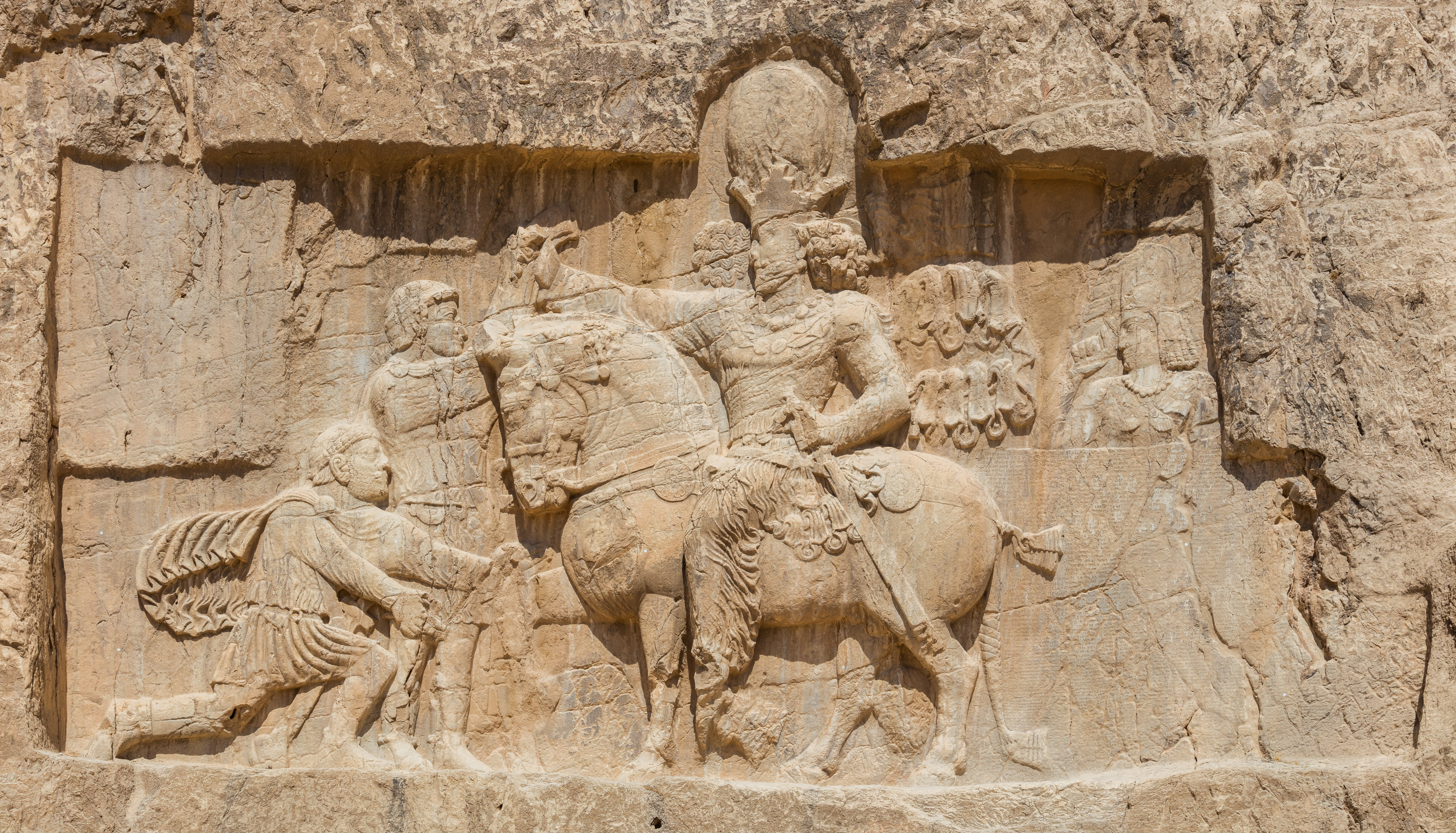
Тріумф Шапура I над римськими імператорами Валеріаном і Філіпом Арабом
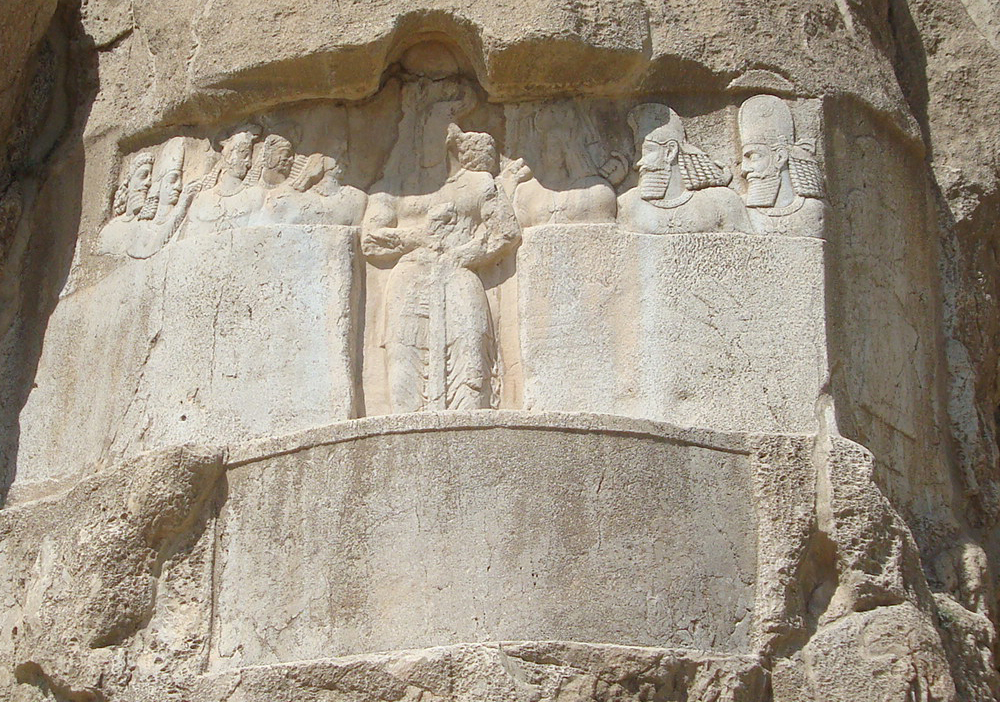
Рельєф Бахрам II
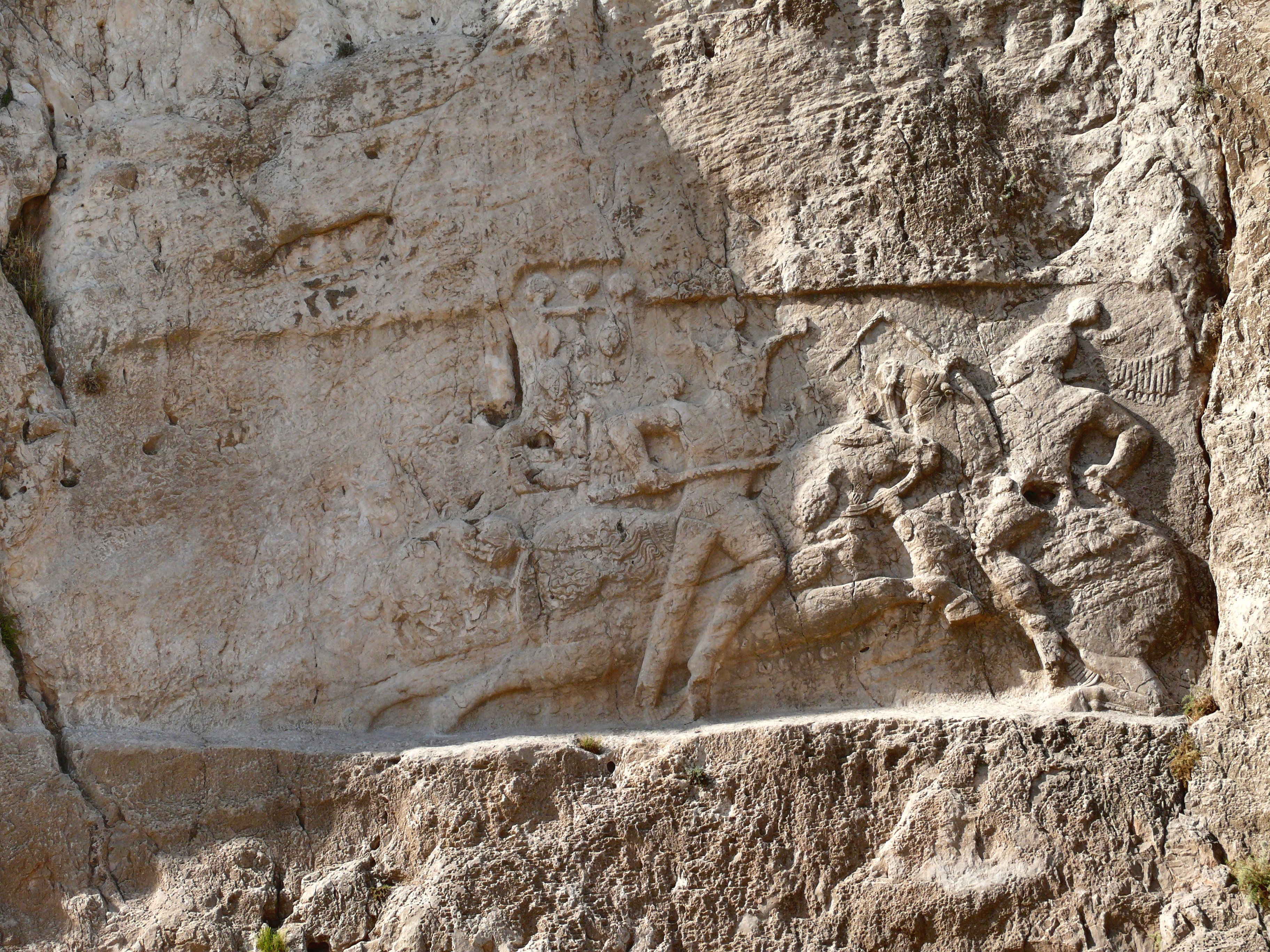
Перший кінний рельєф
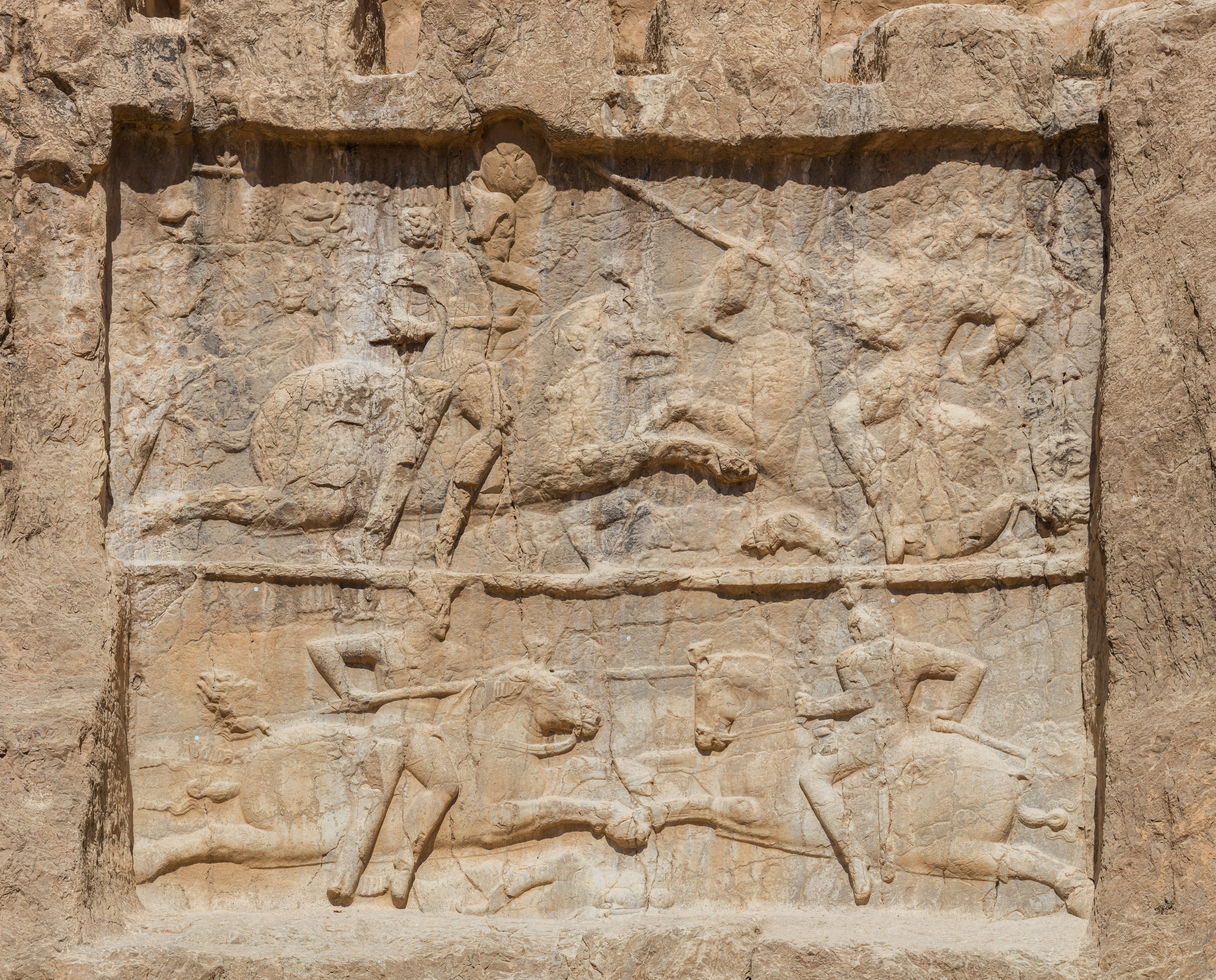
Двопанельний кінний рельєф
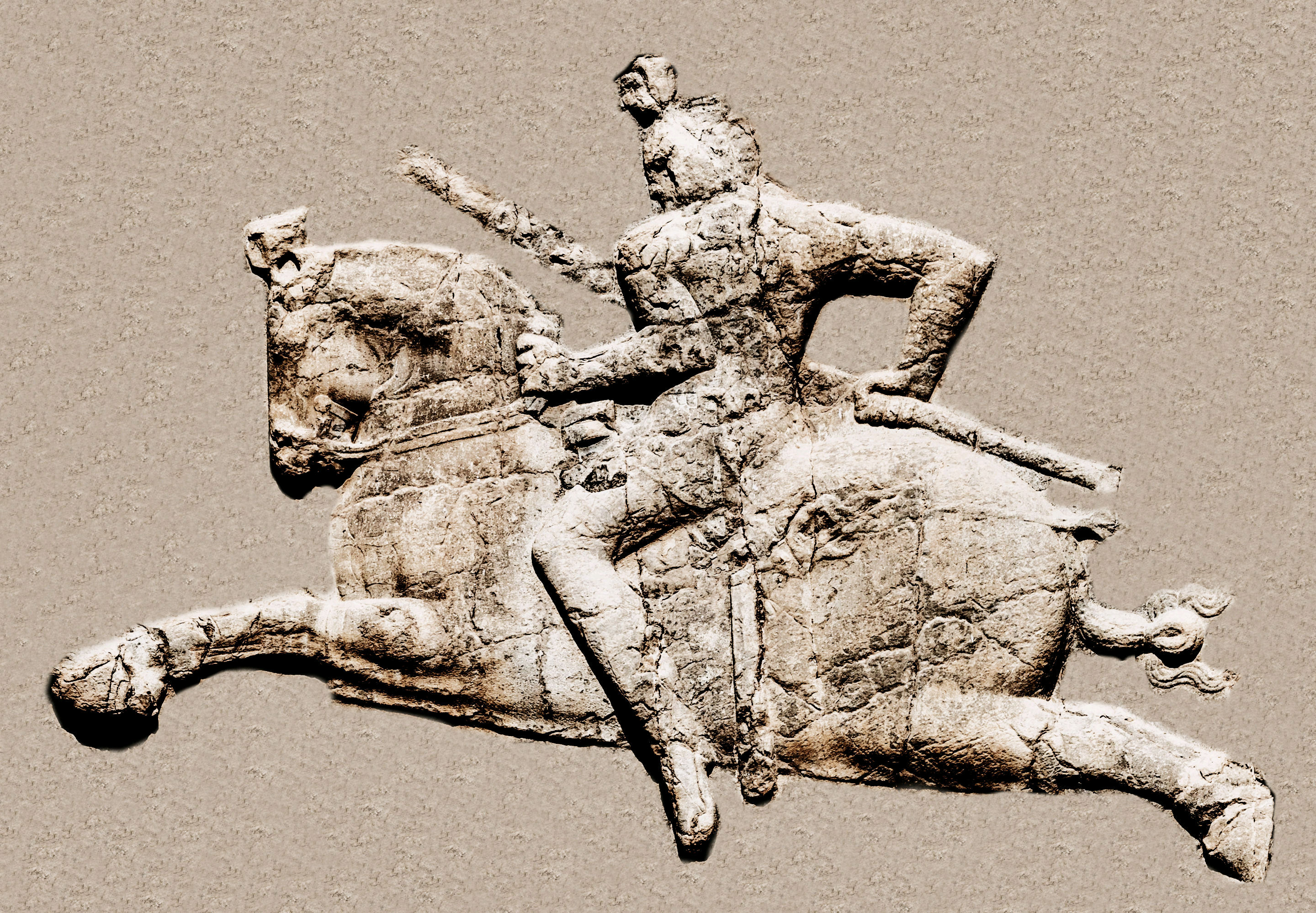
Hormizd I Kushanshah на нижній панелі
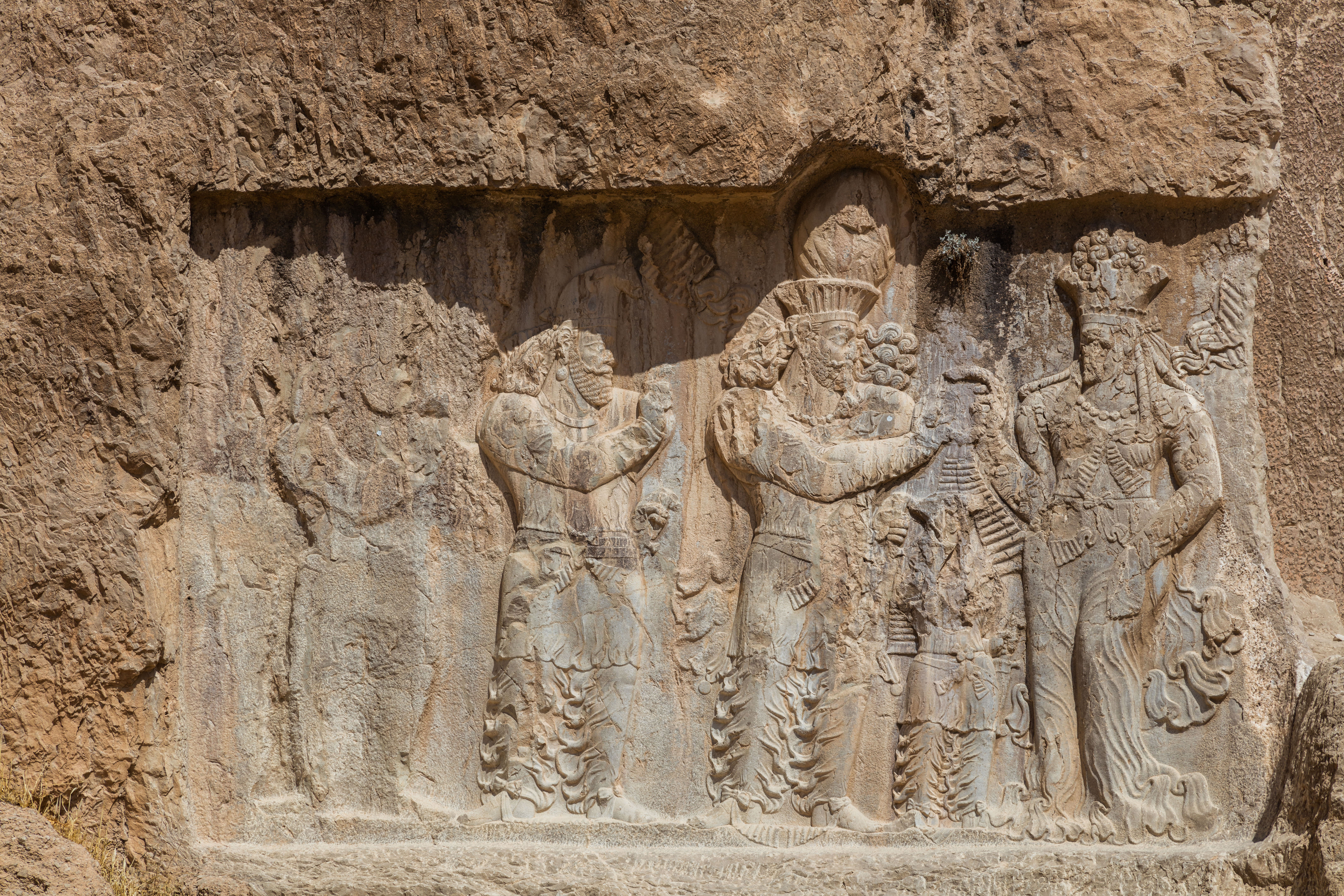
The investiture of Narseh
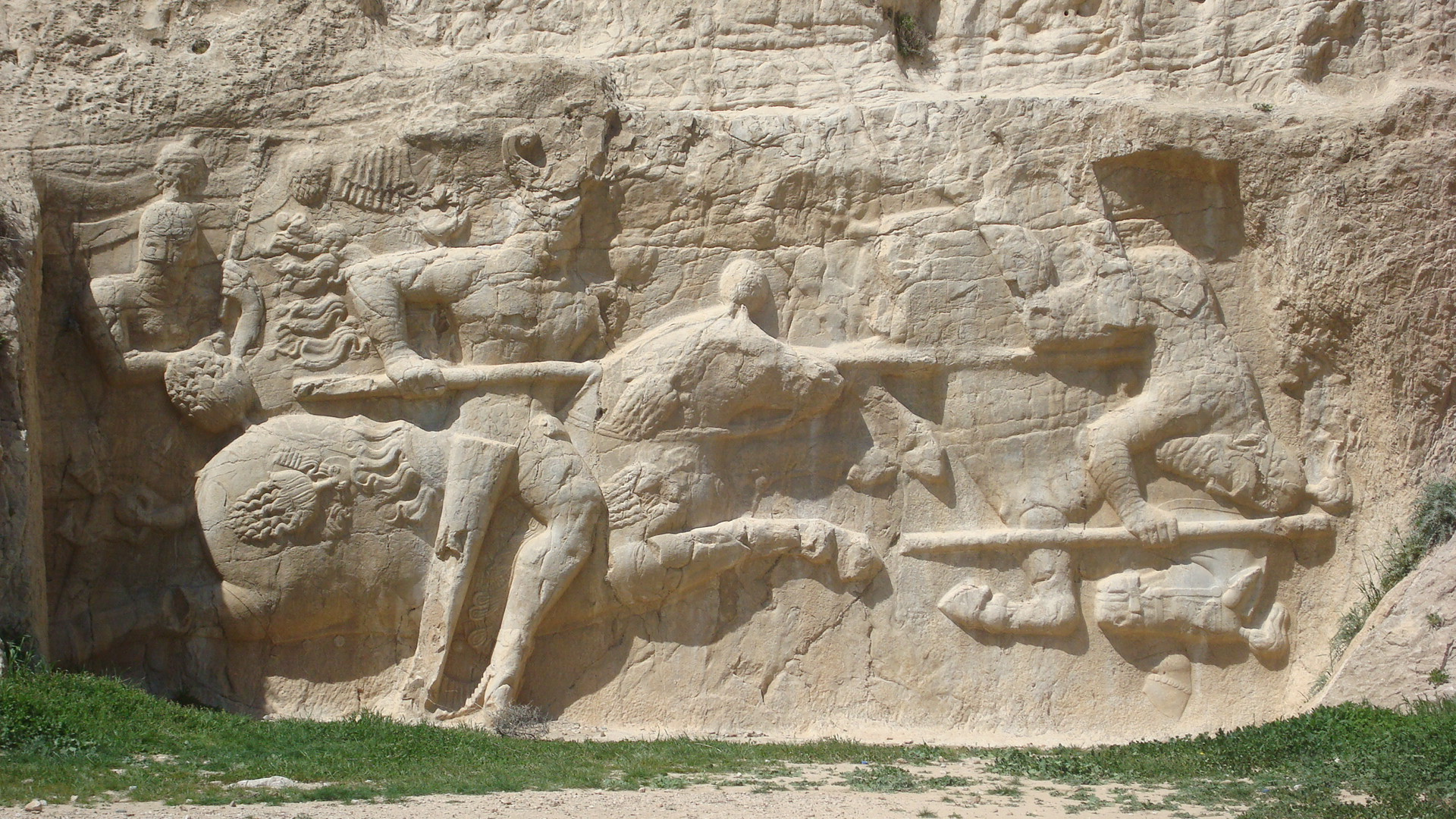
Кінний рельєф, Ормізд II